# Janakpur (zone)
Janakpur is een van de 14 zones van Nepal die in het zuiden grenst aan India en in het noorden aan Tibet. De hoofdstad is Jaleswar.

## Districten
Janakpur is onderverdeeld in zes districten (Nepalees: jillā):
- Dhanusa
- Dolkha
- Mahottari
- Ramechhap
- Sarlahi
- Sindhuli

Bagmati · Bheri · Dhawalagiri · Gandaki · Janakpur · Karnali · Kosi · Lumbini · Mahakali · Mechi · Narayani · Rapti · Sagarmatha · Seti